# Gerd Rupprecht
Gerd Rupprecht (* 17. März 1944) ist ein deutscher Provinzialrömischer Archäologe. Er war bis März 2012 Landesarchäologe von Rheinland-Pfalz. Seit dem 1. August 2007 war er stellvertretender Direktor der Generaldirektion Kulturelles Erbe Rheinland-Pfalz.
Rupprecht studierte Provinzialrömische Archäologie an der Universität Frankfurt, an der er 1972/73 promoviert wurde. Seit 1980 war er für das Landesdenkmalamt Rheinland-Pfalz in Mainz tätig.
Sein Arbeitsschwerpunkt ist die Provinzialrömische Archäologie (Epigraphik, Architektur und Handwerk). Im Rahmen langfristiger Projekte befasst er sich mit lateinischen Inschriften aus Rheinhessen und dem Nahegebiet, Befestigungen, Belagerung, Verteidigung und Geschosse sowie mit der Ausgrabung, Erforschung und Präsentation römischer Großbauten in Mainz (→Mogontiacum). Seine erste große Tätigkeit in Mainz war Anfang der 1980er Jahre die Bergung der Römerschiffe. Im Rahmen des letztgenannten Betätigungsfeldes war Rupprecht maßgeblich an der Ausgrabung und Erforschung des Heiligtums der Isis und Mater Magna und dem römischen Stadttor mit Resten der spätantiken Stadtmauer auf dem Kästrich in Mainz beteiligt.
Im Jahr 2004 erhielt er das Bundesverdienstkreuz am Bande, 2011 das silberne Ehrenkreuz der Bundeswehr.

## Schriften (Auswahl)
- Untersuchungen zum Dekurionenstand in den nordwestlichen Provinzen des Römischen Reiches.  Lassleben, Kallmünz (Opf.) 1975 (Frankfurter althistorische Studien 8) (= Dissertation).
- Die Mainzer Römerschiffe. Krach, Mainz 1982.
- mit Alexander Heising (Hrsg.): Bingen. Band 2: Vom Faustkeil zum Frankenschwert. von Zabern, Mainz 2003, ISBN 3-8053-3257-2.